# Heiner Brand
Heiner Brand (født 26. juli 1952) er en tidligere tysk håndboldspiller og tidligere landstræner for det tyske landshold. Som aktiv spillede han det meste af sin karriere for VfL Gummersbach i sin fødeby. Efter starten på sin trænerkarriere har Brand også været træner for Gummersbach, og gjort disse til tyske mestre. Desuden har han stået i spidsen for ligarivalerne SG Wallau-Massenheim, der også vandt guld under hans ledelse.

## Landshold
Brand nåede i sin aktive karriere at spille 131 landskampe og score 222 mål for det vesttyske håndboldlandshold. Mest kendt er han dog blevet, siden han pr. 1. januar 1997 har været landstræner for det tyske landshold. Under Brands ledelse har Tyskland blandt andet vundet guld ved EM i 2004 og VM i 2007 på hjemmebane i Tyskland.

## Privatliv
Heiner Brand er gift og har to børn. Han ar to ældre brødre, Klaus (født i 1942) og Jochen (født i 1944). Begge også spillet for det tyske håndboldlandshold.